# Андроник Дука (сын Константина X)
Андроник Дука (1058 — не ранее 1077) — сын византийского императора Константина X Дуки от Евдокии Макремволитиссы. Младший брат императора Михаила VII Дуки. В отличие от других своих братьев он был коронован младшим соимператором не своим отцом, а Романом IV Диогеном. Он не участвовал ни в каких государственных делах.

## Биография
Андроник Дука родился приблизительно в 1057 году. Он учился у Михаила Пселла; сохранились несколько работ, которые были собраны выдающимися учёными того времени, чтобы помочь ему в обучении: один трактат по геометрии Пселла и два философских очерка Иоанна Итала. Пселл также сочинил хвалебную монодию об Андронике после его смерти.
В отличие от двух других его оставшихся в живых братьев Михаила VII и Константина, отец не сделал его соправителем. Таким образом, в отличие от них, он не участвовал в коротком регентстве Евдокии, которое последовало за смертью их отца в 1068 году. Только Роман IV, который женился на Евдокии, возвёл пасынка в ранг соимператора, возможно, по просьбе супруги. Это также было сделано по политическим причинам: множество соправителей, в  том числе и два сына Евдокии от Романа, ослабили положение детей Константина X в пользу самого Романа. Кроме того, во время отсутствия в Константинополе на время похода на Восток, Роман взял Андроника с собой фактически в качестве заложника.
Во время правления своего старшего брата Михаила VII Андроник продолжал быть соправителем. Несмотря на очевидную нехватку способностей и чисто номинальную функцию соимператора, Андроник включён в некоторые более поздние списки византийских императоров и помещён между Романом и Михаилом VII. Дата его смерти неизвестна.
Согласно монографии Пселла, Андроник был женат на неназванной женщине, которая умерла вскоре после его собственной смерти. У него не было потомков.